# Sarnano
Sarnano – miejscowość i gmina we Włoszech, w regionie Marche, w prowincji Macerata.
Według danych na rok 2004 gminę zamieszkiwało 3380 osób, 54,5 os./km².